# Hans Berr
Hans Berr (20 mai 1890 - 6 avril 1917) est un as allemand de la Première Guerre mondiale crédité de 10 victoires aériennes.
Après avoir commencé la guerre comme fantassin, Hans Berr est transféré dans l'aviation en 1915, une fois rétabli d'une grave blessure reçue en septembre 1914. Il est observateur aérien jusqu'au début de l'année 1916, où il devient pilote de chasse. En août 1916, il reçoit le commandement de la Jasta 5, qui devient rapidement l'une des unités de chasse les plus efficaces de la Luftstreitkräfte. 
Hans Berr est tué à 26 ans dans une collision avec un membre de son escadrille au cours d'un combat aérien contre des pilotes britanniques.

## Biographie

### Début de carrière
Hans Berr naît à Brunswick le 20 mai 1890. Il s'oriente dès sa jeunesse vers une carrière militaire et s'engage dans l'armée impériale allemande en 1908, où il intègre le 4e bataillon de chasseurs de Magdebourg avec le grade de Leutnant.
Berr commence la Première Guerre mondiale au sein d'un régiment d'infanterie légère. Il est toutefois rapidement et grièvement blessé au combat en septembre 1914. Il reste en convalescence jusqu'au début de l'année suivante. Promu Oberleutnant le 25 janvier 1915, Hans Berr est transféré dans l'aviation allemande comme observateur aérien en mars 1915. Il rejoint le front en mai et y reste pour l'essentiel de l'année 1915.
Au début de l'année 1916, Hans Berr suit une formation au pilotage et est affecté dans les premiers jours de mars au Kampfeinsitzer Kommando Avillers (littéralement « unité de combat monoplace Avillers »), une petite unité d'aviation de chasse équipée de Fokker Eindecker, sur le front de l'Ouest.

### Pilote de chasse

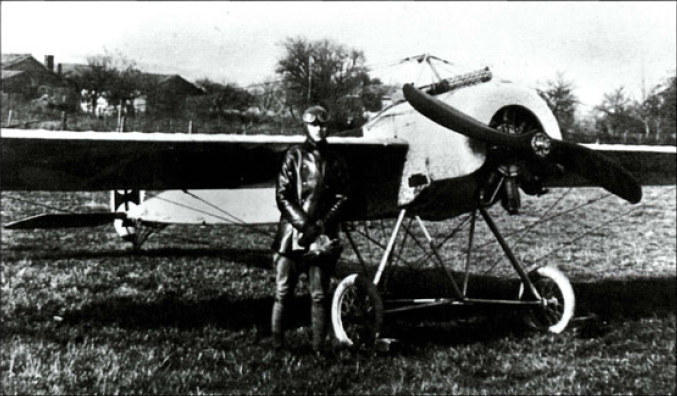
Hans Berr devant son Fokker Eindecker.

Le 8 mars 1916, Berr remporte sa première victoire aérienne en abattant un appareil français, probablement un biplace Nieuport 10 de la 3e escadrille. Le 14 mars, il remporte une deuxième victoire contre un Caudron.
Lorsque le KEK Avillers est transformé en août pour devenir la Jasta 5, Hans Berr reçoit le commandement de la nouvelle escadrille de chasse. Après sa mise sur pied à Béchamps, la Jasta 5 opère dans le secteur de la 5e armée près de Verdun, avant de passer dans celui de la 1re armée dans la Somme à partir du 29 septembre. Au début du mois d'octobre, elle est rééquipée de nouveaux chasseurs Halberstadt D.V, une variante légèrement modifiée des Halberstadt D.II.
Après ce changement d'équipement, Berr, comme d'autres pilotes de son escadrille, remporte un grand nombre de victoires aériennes en peu de temps : six sur le seul mois d'octobre (deux le 7, une le 20 et le 22 et deux le 26 dont un ballon d'observation). Cette série de victoires se termine avec l'abattage d'un Caudron le 1er novembre et d'un Royal Aircraft Factory B.E.2 le 3. En raison de ces victoires, l'escadrille gagne le surnom de Kanonenstaffel (littéralement « escadrille des canons », canon étant le terme sous lequel les Allemands nomment les as de l'aviation à cette période). Hans Berr n'est pas étranger à l'efficacité de ses hommes puisqu'il est un tacticien et un théoricien du combat aérien comparable à Oswald Boelcke selon Greg VanWyngarden.
Pour ces victoires, Hans Berr accumule les décorations. En plus de la croix Pour le Mérite, la plus haute décoration militaire allemande qu'il reçoit le 4 décembre 1916, il est décoré de la Croix de Fer première classe et de l'Ordre de Hohenzollern le 10 novembre, ainsi que de l'Ordre du Mérite militaire bavarois, de la Croix du Mérite de guerre de la principauté de Reuss-Greiz (en), de la Croix du Mérite de guerre du Brunswick et de la Croix hanséatique de Hambourg.
Hans Berr reste à la tête de son escadrille jusqu'à sa mort au cours d'un combat aérien contre des pilotes britanniques du No. 59 Squadron RFC (en) le 6 avril 1917. Au cours d'une manœuvre, il percute l'appareil de Paul Hoppe, l'un de ses subordonnés. Les deux hommes sont tués sur le coup.